# 佛兰德历史
佛兰德历史是指佛兰德的历史。 
關於佛兰德地区最早的歷史記載始于古罗马时代。尤利烏斯·凱撒在《高盧戰記》中提到了他在佛兰德地区的經歷 。
历史上的佛兰德伯国现在分屬於不同的国家。它大致包括荷兰泽兰佛兰德、法國法蘭德斯以及比利时的西佛兰德省、东佛兰德省以及埃諾省的一部分。根特是佛兰德伯国的首都。
中世纪晚期，佛兰德地區是欧洲最富裕和城市化程度最高的地区之一。 
現今佛兰德一詞主要指代的是弗拉芒大區，即比利时荷兰语区。该地区包括原佛兰德伯国核心地区、今西佛兰德省、东佛兰德省以及东部三个史上不属于佛兰德伯国但文化相关的省份（即弗拉芒布拉班特省、安特衛普省和林堡省）。